# شتات لبناني
يشير مصطلح الشتات اللبناني أو الانتشار اللبناني أو الاغتراب اللبناني إلى المهاجرين اللبنانيين وعائلاتهم الذين هاجروا من لبنان ويقيمون الآن في بلدان أخرى. عدد اللبنانيين الذين يعيشون خارج لبنان (والمقدر عددهم بأكثر من 4 ملايين) هو أكبر من عدد اللبنانيين الذين يعيشون داخل لبنان. يتألف الشتات من المسيحيين والمسلمين والدروز واليهود. يعود أصل المسيحيين إلى موجات عديدة من الهجرة، بدءًا من الهجرة الجماعية التي أعقبت صراع لبنان عام 1860 في الإمبراطورية العثمانية.
وبموجب قانون الجنسية اللبناني الحالي، لا يتمتع المغتربون اللبنانيون بالحق التلقائي في العودة إلى لبنان. وبسبب درجات الاستيعاب المتفاوتة وارتفاع معدل الزواج بين الأعراق داخل مجتمعات الشتات، فإن العديد من أحفاد المهاجرين اللبنانيين لا يتحدثون العربية بطلاقة، على الرغم من أن معظمهم لا يزال يحتفظ بالهوية الوطنية اللبنانية. تسببت عدة عوامل في هجرة اللبنانيين، بما في ذلك الحروب الأهلية، والهجمات على السيادة والأراضي اللبنانية من قبل إسرائيل وسوريا، والأزمات السياسية والاقتصادية.
أكبر جالية في الشتات حتى الآن تتواجد في البرازيل، حيث يتراوح عددها بين 5 و7 ملايين، تليها كولومبيا والأرجنتين، بحوالي 1 إلى 3 ملايين لكل منهما.
اُقيم تمثال في بيروت لتكريم المغتربين اللبنانيين وهو تمثال المغترب اللبناني وقد صنعت نسخ طبق الأصل منه في فيراكروز بالمكسيك، وبريتش كولومبيا بكندا، وبريزبان بأستراليا، وأكرا بغانا.
يعتبر لبنانيو المهجر اغنياء ومتعلمين ومؤثرين سياسيًا. وقد أسفرت الهجرة اللبنانية عن إقامة شبكات تجارية في جميع أنحاء العالم. ونتيجة لذلك، تصل التحويلات المالية من اللبنانيين في الخارج لأفراد الأسرة داخل البلاد بمجموع 8.4 مليار دولار.

## تنظيم الهجرة

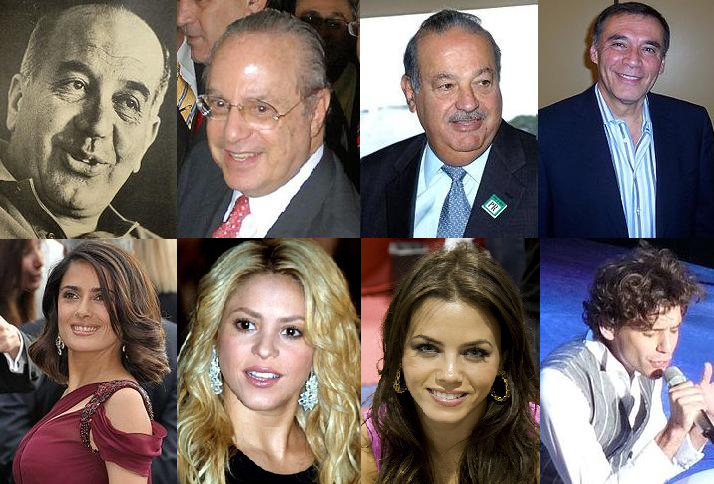
جميل معوض كارلوس سليم، باولو معلوف، فيليب صباغ
ميكا، جينا دينوان، شاكيرا وسلمى حايك.

عمد المتصرّف مظفر باشا إلى «تنظيم» الهجرة عبر وضعه سلسلة من الشروط على مغادري أرض المتصرفيّة. فألزم المهاجر أن يحمل «جواز سفر»، والمسافر «تذكرة سفر». وكانت الدولة العثمانية قد وضعت عام 1866 نظام «الباسبورطات». وحصر مظفر باشا أمر الموافقة بالهجرة أو السفر بـ «الحكومة اللبنانية» وحدها، كما حدّد شروط الانتقال إلى الخارج على الشكل الآتي:
1. «العلم والخبر» يأخذه كلّ مسافر من شيخ قريته ويتضمّن إقراراً بعدم وجود دعاوى بحقّه (يشبه اليوم السجل العدلي).
2. «الكفالة» يقدّم كلّ مسافر كفالة إلى حكومته بمعرفة شيخ صلح قريته (تشبه الكفالة المصرفيّة).
3. «العريضة»، وهي أشبه بالطلب، تُرفع إلى مقام المتصرفيّة للحصول على باسبورط أو تذكرة سفر.
4. «الرسم القانوني» البالغ عشرة غروش صاغ، واليوم يستوفى رسم مماثل يعتمد فيه رسم الطوابع.
5. «الرقيم» وهو الاذن بالسفر، الذي يحصل عليه المسافر أو المهاجر من المتصرفيّة، فيقدّمه إلى «قومسيون بيروت» فيسهل سفره. و«الرقيم» يشبه اليوم الباسبور.

وعيّن مظفر باشا لجنة خاصّة مهمّتها التصديق على الكفالات المقدّمة من قبل الراغبين بالسفر. وطلب من شركات السفر العالميّة في مرفأ بيروت أن تعيّن لها وكيلاً في جبل لبنان لقطع التذاكر (اليوم تتولّى هذه المهمّة مكاتب السفر)، على أن تدفع هذه المكاتب رسماً مقداره خمسة فرنكات عن كلّ مهاجر أو مسافر لصندوق «الحكومة اللبنانيّة»، وعُيّن لهذا الغرض مندوب لشركة السفر الفرنسيّة «فابر» مقيم في مركز المتصرفيّة وهو اسكندر جلخ، ومندوب لشركة السفر في قائمقاميتي كسروان وجونية.
كما أقدم المتصرّف مظفر باشا على اتّخاذ قرار يقضي بأن يرافق المسافرين ضابط من شرطته، يساعدهم على إنجاز معاملاتهم في المرفأ وإيصالهم إلى السفينة واستقبال العائدين منهم، وذلك من أجل حمايتهم من التعدّيات عليهم في مرفأ بيروت.

### سوق المهاجر
راج في عهد المتصرفيّة سوق المهاجرة، فلم تبق مدينة أو قرية من جبل لبنان، إلا وهاجر من أهلها العدد الوفير. ولم يصمد في بعضها إلا الشيوخ العاجزين والنساء والأحداث القاصرين، و«أُفرغت بعض قرى الجبل إلا من بعض العجزة الذين لا يتعدّون العشرة أحياناً».
كانت رسائل المهاجرين التي تصل إلى أقاربهم أو أصدقائهم في الوطن، عبر البريد أو بيد أحد العائدين، تحمل الأخبار المبالغ بها. وفي أغلب الأحيان كانت هذه الرسائل تُدعّم بالصور الفوتوغرافيّة، التي تُظهر ابن البلد باللباس الأجنبي المميّز، الذي تظهر عليه علامات الغنى والأناقة الجذّابة.

## أول المهاجرين
تؤكّد معظم المصادر والمراجع التي تتحدّث عن طلائع الهجرة اللبنانيّة أنّ أوّل هجرة لبنانيّة معروفة حصلت في العام 1854، عندما أقدم ابن صليما أنطونيوس بشعلاني على السفر إلى الولايات المتّحدة الأميركية. ويذهب الدكتور فيليب حتّي إلى الجزم، بأنّ البشعلاني هو «المغترب الأوّل إلى العالم الجديد». وتكرّ بعد ذلك سبحة الاغتراب في مطلع عهد المتصرفيّة إلى مختلف دول أميركا الجنوبيّة (البرازيل والأرجنتين والمكسيك والتشيلي وكولومبيا) وإلى كندا وكوبا وبريطانيو أستراليا. ومن الأسماء المغتربة في تلك الفترة:من ذاكرة الغربة - موقع المغترب
- إلى بريطانيا: عبد الله طراد عام 1862 وكان قد سبقه عام 1855 سمعان أدلبي وزوجته.
- إلى الأرجنتين: حبيب النشابي من بشري 1868 وتبعه في العام 1880 أنطونيو عواد، مخايل ملحم السمعاني، اسكندر كرم ويوسف رفول.
- إلى كندا: إبراهيم أبو نادر من زحلة وسليم إلياس الأشقر وجوزيف جباوي عام 1881، وتبعهم أسد سويد، أديب فرج الله وحنّا المظلوم عام 1890.
- إلى المكسيك: رشيد كامل من بكفيا عام 1880، ومن ثمّ يعقوب صوما عواد من حصرون عام 1882.
- إلى التشيلي: نقولا سرور من طرابلس، وميشال شيخاني من بكفيا.
- إلى كولومبيا: عقل سكذر وفريد شاكر عام 1880.
- إلى كوبا: أنطوان فرح من عابا الكورة عام 1879 وتبعه ابنه نسيم عام 1884 فوردان كرم أبو حمد عام 1885.
- إلى أستراليا: نخلة ناصيف ومسعود النشابي وميشال يزبك ورشيد عريضة ورفول واكيم وهم من الشمال. وحنّا عبود من راشيا الوادي وطانيوس أبو خطار من زحلة وحنا الديك وجورج سكاف هاجروا جميعاً عام 1876.

### في العراق
في يوم 3 نيسان/أبريل سنة 2022 قالت الجزيرة نت إن العراق يستقبل " اللبنانيين بتأشيرة دخول على المطار" وقالت "بين يونيو/حزيران 2021 وفبراير/شباط 2022، دخل أكثر من 20 ألف لبناني العراق، وفق السلطات، بدون احتساب الزوار الذين يأتون إلى النجف وكربلاء".

### السكان اللبنانيون في الشتات
| البلد            | السكان     | مقالة الدولة في ويكيبيديا | قائمة الشخصيات من أصل لبناني         |
| ---------------- | ---------- | ------------------------- | ------------------------------------ |
| البرازيل         | 10,000,000 | برازيلي لبناني            |                                      |
| الولايات المتحدة | 3,300,000  | اميركي لبناني             | قائمة اللبنانيين في الولايات المتحدة |
| الأرجنتين        | 1,500,000  | أرجنتيني لبناني           |                                      |
| كولومبيا         | 700,000    | لبنانيون كولومبيون        |                                      |
| أستراليا         | 500,000    | أسترالي لبناني            | قائمة اللبنانيين في أستراليا         |
| كندا             | 449,000    | كندي لبناني               |                                      |
| المكسيك          | 400,000    | مكسيكي لبناني             |                                      |
| فنزويلا          | 340,000    | فنزويلي لبناني            |                                      |
| فرنسا            | 250,000    | فرنسي لبناني              | قائمة اللبنانيين في فرنسا            |
| السعودية         | 120,000    | لبنانيون في السعودية      |                                      |
| بلدان الخليج     | 100,000    | اللبنانيون في الخليج      |                                      |
| الإكوادور        | 100,000    | إكوادوري لبناني           |                                      |
| تشيلي            | 90,000     | تشيلي لبناني              |                                      |
| المملكة المتحدة  | 90,000     | بريطاني لبناني            |                                      |
| الأوروغواي       | 70,000     | أوروغواي لبناني           | قائمة أعلام اللبنانيين في الأوروغواي |
| ساحل العاج       | 60,000     | عاجي لبناني               |                                      |
| ألمانيا          | 50,000     | ألماني لبناني             |                                      |
| نيوزيلندا        | 47,200     | نيوزيلندي لبناني          |                                      |
| السنغال          | 40,000     | سنغالي لبناني             |                                      |
| اليونان          | 30,000     | يوناني لبناني             |                                      |
| قطر              | 25.000     | لبنانيون في قطر           |                                      |
| الدنمارك         | 23,500     | دنماركي لبناني            |                                      |
| قبرص             | 20,000     | قبرصي لبناني              |                                      |
| جنوب إفريقيا     | 20,000     | جنوب إفريقي لبناني        |                                      |
| السويد           | 20,000     | سويدي لبناني              |                                      |
| جامايكا          | 20,000     | جامايكي لبناني            |                                      |
| هايتي            | 15,000     | هايتي لبناني              |                                      |
| إسبانيا          | 14,500     | إسباني لبناني             |                                      |
| ليبيريا          | 10,000     | ليبيري لبناني             |                                      |
| نيجيريا          | 30,000     | نيجيري لبناني             |                                      |
| سيراليون         | 10,000     | سيراليوني لبناني          |                                      |
| الكويت           | 10,000     | اللبنانيون في الكويت      |                                      |
| مصر              | 7,500      | اللبنانيون في مصر         |                                      |
| بلجيكا           | 7,000      | بلجيكي لبناني             |                                      |
| غانا             | 6,700      | غاني لبناني               |                                      |
| سويسرا           | 5,800      | سويسري لبناني             |                                      |
| إيطاليا          | 3,860      | إيطالي لبناني             |                                      |
| أنغولا           | 3,300      | أنجولي لبناني             |                                      |
| بلغاريا          | 3,000      | بلغاري لبناني             |                                      |
| المغرب           | 2500       | مغربي لبناني              |                                      |
| العراق           | 20000      | لبنانيون في العراق        |                                      |

## وصلات خارجية
- الجامعة الثقافية اللبنانية
- مجلة المغترب
- الهجرة الخارجية والانتشار اللبناني في العالم نسخة محفوظة 9 مارس 2014 على موقع واي باك مشين. مجلة الدفاع الوطني]